# Urban Ringbäck
Bernt Urban Ringbäck, född 20 januari 1955 i Malå i södra Lappland, Västerbottens län, är en svensk pingstpastor, musiker, låtskrivare och sångare.

## Uppväxt och pastorsgärning
Urban Ringbäck är son till pastor Sven Ingvar Ringbäck och växte upp bland annat i Huddinge. Urban Ringbäck var pastor i Filadelfiaförsamlingen i Stockholm och i Hässleholm innan han på 1990-talet blev en av pastorerna i landets näst största pingstförsamling Smyrnaförsamlingen i Göteborg där han var föreståndare mellan 2005 och 2021. 

## Musikalisk verksamhet
Urban Ringbäck har sjungit offentligt med Carina Ringbäck ända sedan de blev ett par i början av 1980-talet. Ett annat kreativt musikaliskt samarbete är med musikern L-O Forsberg, vilket kom att få stor betydelse för musiklivet i landets frikyrkor. Duon skrev musikaler som Ringar på vattnet, Lukas, 777 och Se mannen.
I senaste upplagan av Pingströrelsens sångbok Segertoner som utgavs 1988 är Ringbäck representerad med två sånger, Mänskan är en helhet (nr 623) och Att tjäna dig är min vilja (nr 676).
Ringbäck var en av initiativtagarna till tv-succén Minns du sången där han var musikalisk ledare med Anders Jaktlund. 25 program gjordes mellan 1998 och 2000 med ett stort antal kända kristna sångare och sångevangelister som på ett personligt sätt delade livserfarenheter och framträdde med sång och musik. Programmet producerades av TV-Inter och sändes i SVT.

## Familjeförhållanden
Ringbäck är kusin till Anders Jaktlund och farbror till David Ringbäck, tidigare känd som rapparen Seron. År 1981 gifte sig Urban Ringbäck med Carina Persson.

## Diskografi i urval
- 1993 – Urban & Carina Ringbäck: Kan man lita på din kärlek (Prim)
- 1996 – Urban Ringbäck & L.-O. Forsberg: Epilog – om följderna av en mans liv
- 1997 – Urban Ringbäck & L.-O. Forsberg: Låtarna från musikalen Lukas
- 2001 – Urban & Carina Ringbäck: Spår (Linx/Prim)
- 2006 – Urban & Carina Ringbäck: Framtidsminnen (Linx)
- 2011 – Urban & Carina Ringbäck: Paradis (Linx)